# Nan Madol
Nan Madol jsou trosky kamenného města vybudovaného na 92 umělých ostrůvcích v těsné blízkosti východního pobřeží ostrova Pohnpei, který je součástí Federativních států Mikronésie. Nan Madol byl zhruba v letech 1150–1600 n. l. obřadním a politickým střediskem Saudeleurské dynastie. Poslední saudeleurští vládcové byli údajně velmi neoblíbeni, mimo jiné i pro praktikování kanibalského kultu. Ostrované z Pohnpei tak uvítali, když v první polovině 17. století ostrov dobyli nájezdníci z ostrova Kosrae a vyhnali odsud posledního ze Saudeleurů. Kosraeský vůdce Isokelekel založil novou dynastii, ale za sídlo si vybral ostrov Pohnpei. Nan Madol je od té doby opuštěn. Lokalita Nan Madol se stala inspirací pro H. P. Lovecrafta a jeho hororové příběhy o prokletém mořském městě R'lyeh.[zdroj⁠?!]

## Archeologická lokalita

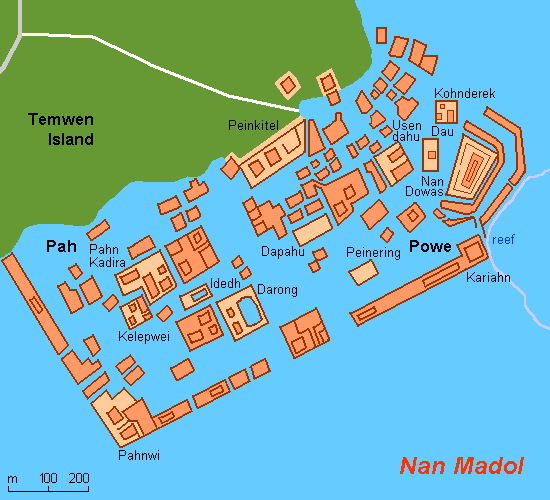
Mapa centrální části Nan Madolu

Dnešní Nan Madol tvoří archeologickou lokalitu, rozkládající se na více než 18 km² a zahrnuje jednak pozůstatky kamenných staveb na korálových útesech podél pobřeží ostrova Temwen a několika dalších ostrůvků a přilehlé pobřeží ostrova Pohnpei. Centrum archeologické oblasti je obdélníkového tvaru, 1,5 km dlouhé a 0,5 km široké a je obehnáno kamennou zdí. V této ohrazené oblasti je 92 umělých ostrůvků různé velikosti, oddělených mořskými kanály. Základním stavebním materiálem jsou kameny z čedičové vyvřeliny ve formě šestihranů. Asi čtvrtinu ohrazeného centra tvoří pohřební areál s hrobkami, místy k balzamování a obydlími pro kněze. Na ostrově Nan Dowas byla pevnost, v níž sídlili bojovníci z tělesné stráže saudeleurských vládců. Bylo tu také vězení, v němž byli drženi nepřátelští náčelníci dřív než byli obětováni. Samotní panovníci sídlili na ostrově Pahn Kadira, kde se nacházely i svatyně a obětní místa. Na dalších ostrovech byly svatyně, pece k přípravě jídla, dílny výrobců kanoí, lisovny kokosového oleje i rituální nádrže s mořskou vodou. V celém komplexu chybí pitná voda, která se musela dovážet z ostrova Pohnpei, podobně jako většina potravin. Na Nan Madolu zřejmě rostly pouze kokosové palmy. Saudeleurové patrně praktikovali rituální kanibalismus, oběťmi se prý stávali výrazně obézní obyvatelé ostrova Pohnpei. Vybraného člověka dopravili na ostrůvek Pahn Kadira, kde byl vykrmován ovocem, nakonec obětován, upečen v podzemní peci a sněden panovnickou rodinou.

## Vědecké výzkumy na Nan Madolu
- Prvním vědcem zkoumajícím Nan Madol byl polský etnolog a oceánograf Jan Stanislaw Kubary roku 1874, ale s archeologickým průzkumem začal teprve britský archeolog a lingvista Frederick W. Christian, který navštívil Nan Madol v osmdesátých letech devatenáctého století.[3]
- V letech 1979–1980, 1982 a 1984 archeolog J. Stephen Athens z International Archaeological Research Institute v Honolulu, prováděl rozsáhlý archeologický výzkum Nan Madolu, především na ostrůvku Nan Dauas, kde nalezl zbytky keramiky původního obyvatelstva a prokázal, že konstrukce umělých ostrůvků začala kolem roku 900 n. l.[4]
- Od dubna do července 1984 prováděl v lokalitě Nan Madolu archeologický výzkum William S. Ayres z oregonské univerzity.[5][6]